# Орнета
Орне́та (пол. Orneta, нім. Wormditt) — місто в північній Польщі.
Належить до Лідзбарського повіту Вармінсько-Мазурського воєводства.

## Назва
- Орне́та (пол. Orneta — нова польська назва з 1945 року.
- Во́рмдітт нім. Wormditt) — традиційна німецька назва.

## Українська громада в Орнеті
В Орнеті греко-католицька парафія благословенного Омеляна Ковча міститься в пристосованому до цього складському будинку початку ХХ ст., розташованому на вул. Млинарській (Mlynarska), 1. Храм має одну баню. Всередині наявний сучасний іконостас. Церква отримала свою посвяту на честь блаженного о. Омеляна Ковча 13 червня 2010 р., від перемишльсько-варшавського митрополита Івана Мартиняка.
До Орнети також було вивезено 307 православних українців з Холмщини та Підляшшя. Ці люди утворили православну парафію св. Миколая. На церкву перетворено колишній євангелітський костел. З 1948 р. триває його ремонт. Парафія дуже мала. Більшість українців православного віросповідання асимілювалися.
15 липня 1947 р. вдова брата провідного українського діяча та політика Холмщини та Підляшшя Антіна Васиньчука - Миколая - Катерина разом з синами Славомиром та Андрієм була виселена до Орнети в рамах акції "Вісла".
В спогадах Андрія Оріховського з Лелькова фігурує міська ратуша в Орнеті, як місце де призовна комісія допитувала призовників-українців з родин вислених сюди в раках акції "Вісла".

## Демографія
Демографічна структура станом на 31 березня 2011 року:
|          | Загалом | Допрацездатний вік | Працездатний вік | Постпрацездатний вік |
| -------- | ------- | ------------------ | ---------------- | -------------------- |
| Чоловіки | 4425    | 861                | 3112             | 452                  |
| Жінки    | 4818    | 844                | 2872             | 1102                 |
| Разом    | 9243    | 1705               | 5984             | 1554                 |

## Партнерські міста
Орнета згідно умові підписаній 08.10.2014 р. є партнерським містом з містом Заставна на українській Буковині.